# Масковый водяной тиранн
Масковый водяной тиранн (лат. Fluvicola nengeta) — вид птиц из семейства тиранновых. Выделяют два подвида.

## Распространение
Обитают в Бразилии, западной части Эквадора и прибрежных приграничных регионах северо-западного Перу. Естественной средой обитания являются субтропические или тропические мангровые леса, кустарники, сведенные леса.

## Описание
Длина тела около 15 см. Окраска оперения преимущественно белая. «Бровь», крылья и хвост, за исключением белого кончика, окрашены в тёмно-коричневый цвет, почти чёрный.

## Охранный статус
МСОП присвоил виду охранный статус LC.